# Arran (whisky)
Arran Distillery – destylarnia single malt whisky, znajdująca się w mieście Lochranza w Szkocji. Założona w 1995 jest pierwszą legalną destylarnią na wyspie od ponad 150 lat. Na Arran były już wcześniej destylarnie – łącznie ok. 50, jednak większość z nich produkowała tylko na potrzeby innych lub działała nielegalnie. Woda czerpana jest z Loch na Davie.

## Destylarnia
Destylarnia Arran założona została przez Harolda Currie, byłego dyrektora  Chivas Regal. Destylat produkowany w zakładzie po raz pierwszy miano "whisky" zyskał latem 1998. By uczcić to zdarzenie wypuszczono limitowaną serię butelek, upamiętniającą stare gorzelnicze tradycje.
Do niedawna, ze względu na brak miejsca do składowania w zakładzie, beczki z whisky leżakowały w Springbank, Obecnie destylarnia posiada dodatkowy magazyn, który pozwala na łatwy dostęp do beczek na miejscu.

## Butelkowanie
Whisky z Arran jest używana do wielu gatunków whisky mieszanej, wśród nich Loch Ranza oraz likier Holy Isle Cream. Do własnych produktów należą:
- Arran 10 Yr old
- Arran 100° proof
- Single Cask
- Robert Burns Single Malt
- Cask Finish Programme

Cask Finish Programme różnią się od siebie w zależności od tego, w jakiej beczce leżakowała whisky – min. po sherry, tokaju, burbonie.